# Volvo Ocean Race 2001–02
Volvo Ocean Race 2001–02 var den ottende udgave af jorden rundt sejlsportsbegivenheden Volvo Ocean Race, og den første under navnet Volvo Ocean Race. For i 2001-02 blev sponsorering af kapsejladsen overtaget af Volvo og Volvo Cars og sejladsen blev omdøbt til Volvo Ocean Race. Etapemål blev tilføjet i Tyskland, Frankrig og Sverige som er Volvos tre største bilmarkeder i Europa. Desuden blev pointsystemet ændret betydeligt i et forsøg på at holde kapsejladsen konkurrencedygtigt indtil den sidste etape.
John Kostecki, der havde været co-skipper med George Collins på Chessie Racing i 1997 til 1998 Whitbread med stor succes, var kaptajn på sin første Volvo Ocean Race vinder i 2002, Assa Abloy.
Til 3 etape sluttede yachterne sig til den ikoniske australske Sydney to Hobart Yacht Race 2001, der begynder på Boxing Day (dagen efter juledag).

## Deltagere
| Båd                | Nation         | Design            | Skipper                  |
| ------------------ | -------------- | ----------------- | ------------------------ |
| Amer Sports One    | New Zealand    | Mani Frers        | Grant Dalton             |
| Amer Sports Too    | Storbritannien | Farr Yacht Design | Lisa McDonald            |
| Assa Abloy         | Sverige        | Farr Yacht Design | Roy Heiner Neal McDonald |
| Djuice Dragons     | Norge          | Laurie Davidson   | Knut Frostad             |
| Illbruck Challenge | Tyskland       | Farr Yacht Design | John Kostecki            |
| Team News Corp     | Australien     | Farr Yacht Design | Jez Fanstone             |
| Team SEB           | Sverige        | Farr Yacht Design | Gurra Krantz             |
| Team Tyco          | Bermuda        | Farr Yacht Design | Kevin Shoebridge         |

Lisa og Neal McDonald, skippere af rivaliserende både, er mand og kone.

## Rute
| Event   | Start dato         | Afslut dato      | Start          | Mål            | Afstand (nmi) | Vinder             |
| ------- | ------------------ | ---------------- | -------------- | -------------- | ------------- | ------------------ |
| Etape 1 | 23. september 2001 | 23. oktober 2001 | Southampton    | Cape Town      | 7,350         | Illbruck Challenge |
| Etape 2 | 11. november 2001  | 4. december 2001 | Cape Town      | Sydney         | 6,550         | Illbruck Challenge |
| Etape 3 | 26. december 2001  | 3. januar 2002   | Sydney         | Auckland       | 2,050         | Assa Abloy         |
| Etape 4 | 27. januar 2002    | 19. februar 2002 | Auckland       | Rio de Janeiro | 6,700         | Illbruck Challenge |
| Etape 5 | 22. marts 2002     | 27. marts 2002   | Rio de Janeiro | Miami          | 4,450         | Assa Abloy         |
| Etape 6 | 14. april 2002     | 17. april 2002   | Miami          | Baltimore      | 875           | Team News Corp     |
| Etape 7 | 28. april 2002     | 11. maj 2002     | Annapolis      | La Rochelle    | 3,400         | Illbruck Challenge |
| Etape 8 | 25. maj 2002       | 31. maj 2002     | La Rochelle    | Göteborg       | 1,075         | Assa Abloy         |
| Etape 9 | 8. juni 2002       | 9. juni 2002     | Göteborg       | Kiel           | 250           | Djuice Dragons     |